# Beretta M31
La Beretta Brevetto 1915-1919 Modello 1931 o Beretta Modello 1931 è una pistola semiautomatica italiana realizzata tra le due guerre mondiali ed adottata dalla Regia Marina e dalle milizie Stradale e Forestale della MVSN.

## Storia
Come indica il nome, l'arma è l'ulteriore evoluzione delle Brevetto 1915-1919 (dette anche Beretta M22, passando per la M23 e porterà alla mitica Modello 34).
Il M23 in calibro 9 × 19 mm Glisenti, proposto nel 1923 alle Regie Forze Armate per sostituire la Beretta M15, non trovò il successo sperato. Agli inizi degli anni '30 tuttavia, la necessità di una nuova pistola semiautomatica era ormai sentita dalle forze armate e di polizia.
La Beretta nel 1930 iniziò a studiare tali esigenze con le Direzioni Logistiche Militari (Stabilimento Militare Armi Leggere (SMAL) di Terni, Centro Studi Armi portatili del Regio Esercito, Centro Studi ed Esperienze Regia Marina) e con le forze di polizia. Il nuovo modello di pistola fu presentato nel 1931.
L'arma fu ordinata in 3300 esemplari dalla Regia Marina, mentre alcune centinaia andarono Milizia Stradale ed a quella Forestale della MVSN. La produzione terminò nel 1935 a 8000 pezzi tra M31 e la successiva versione M32. .

## Tecnica
Nel progettare quest'arma, Tullio Marengoni riprende le innovazioni introdotte a suo tempo nella M23, cioè il cane esterno, (ancora privo della mezza monta, introdotta solo con la M34) ed il disconnettore azionato da una fresatura nel carrello. Per il calibro invece, abbandona il debole 9 × 19 mm Glisenti in favore del 7,65 × 17 mm Browning (già usato dalla M22), calibro che garantiva una riduzione dei pesi e dell'ingombro (giudicati eccessivi nel M23) a tutto vantaggio della controllabilità e della maneggevolezza.
Oltre alle dimensioni inferiori, rispetto alla progenitrice M23, le guancette sono in legno ed l'impugnatura, anche se ancora piuttosto verticale, è resa più ergonomica dall'elsa più ampia e dalla comparsa sull'estremità anteriore del fondello del carrello del famoso nasello, l'appendice poggia-mignolo che caratterizzerà poi la celebre M34. Per quanto riguarda la meccanica, rispetto al M23, la tacca di mira torna ad essere a coda di rondine incastrata sul carrello e non fresata dal pieno; viene eliminato l'ammortizzatore di rinculo dell'otturatore e l'angolo di rotazione della leva di sicura viene portato da 120 a 180 gradi per impedire disinserimenti accidentali, ridisegnando per questo l'apice superiore anteriore della guancetta sinistra.

## Altre versioni

### Beretta Modello 1932
Nonostante il nome, la M32 comparve verso la fine del 1933. Più che un modello definito, le M32 rappresentano una serie di prototipi che congiungono, nella loro evoluzione, il M31 con la M35, tanto che spesso il numero 2 di 1932 risulta ripunzonato sull'1 di carrelli destinati alle Modello 1931 ed addirittura esistono alcuni esemplari tardi nel calibro 9 mm corto della 34.
Rispetto alla 31, le modifiche si limitano alla linea dell'impugnatura, più arrotondata e comoda, ed all'allargamento del ponticello del grilletto.
Probabilmente le prime Modello 32 furono consegnate alla Regia Marina, inserite negli ultimi lotti della 31, mentre le ultime, con caratteristiche più avanzate furono probabilmente consegnate alla Regia Aeronautica insieme alle prime forniture di Beretta M35, versione della Beretta M34 in calibro 7,65 × 17 mm.